# Episodi di You (seconda stagione)
La seconda stagione della serie televisiva You, composta da dieci episodi, è stata interamente pubblicata sul servizio di streaming on demand Netflix il 26 dicembre 2019.
Il cast principale di questa stagione è composto da: Penn Badgley, Victoria Pedretti, Jenna Ortega, James Scully, Ambyr Childers, Carmela Zumbado.
| nº | Titolo originale                   | Titolo italiano                 | Pubblicazione USA | Pubblicazione Italia |
| -- | ---------------------------------- | ------------------------------- | ----------------- | -------------------- |
| 1  | A Fresh Start                      | Un nuovo inizio                 | 26 dicembre 2019  | 26 dicembre 2019     |
| 2  | Just the Tip                       | Solo la punta                   | 26 dicembre 2019  | 26 dicembre 2019     |
| 3  | What Are Friends For?              | A cosa servono gli amici?       | 26 dicembre 2019  | 26 dicembre 2019     |
| 4  | The Good, the Bad, & the Hendy     | Il buono, il brutto, Hendy      | 26 dicembre 2019  | 26 dicembre 2019     |
| 5  | Have a Good Wellkend, Joe!         | Buon wellness weekend, Joe!     | 26 dicembre 2019  | 26 dicembre 2019     |
| 6  | Farewell, My Bunny                 | Addio, mia micia                | 26 dicembre 2019  | 26 dicembre 2019     |
| 7  | Ex-istential Crisis                | Crisi da ex                     | 26 dicembre 2019  | 26 dicembre 2019     |
| 8  | Fear and Loathing in Beverly Hills | Paura e delirio a Beverly Hills | 26 dicembre 2019  | 26 dicembre 2019     |
| 9  | P.I. Joe                           | Joe l'investigatore             | 26 dicembre 2019  | 26 dicembre 2019     |
| 10 | Love, Actually                     | La vera Love                    | 26 dicembre 2019  | 26 dicembre 2019     |

## Un nuovo inizio
- Titolo originale: A Fresh Start
- Diretto da: Kevin Rodney Sullivan
- Scritto da: Sera Gamble

### Trama
Dopo un intenso incontro con Candace, che promette di farlo soffrire, Joe fugge da New York a Los Angeles. Usando il nome di Will, si assicura un appartamento e trova lavoro nel book café Anavrin, in un negozio di alimentari alla moda e a conduzione familiare. Qui incontra Love Quinn, un'esuberante ragazza del posto che lavora in ambito culinario. Joe resta colpito da lei ma cerca nervosamente di resistere all'attrazione, mentre fa amicizia con Ellie Alves, la sua precoce vicina di casa quindicenne. Dopo che Ellie insegna a Joe come crearsi un'autentica presenza sui social media, Love lo porta a fare un tour gastronomico in città per conoscerla e ne resta infatuato. Dopo che un misterioso individuo si introduce nel suo appartamento, Joe visita il vero Will, che ha rinchiuso in una cella di plexiglas in un magazzino affittato. Si scopre che Joe ha seguito e spiato Love, così da ottenere un appartamento vicino alla sua casa e un lavoro nel suo stesso negozio.
- Guest star: Robin Lord Taylor (Will Bettelheim), Adwin Brown (Calvin) e Magda Apanowicz (Sandy Goldberg).

## Solo la punta
- Titolo originale: Just the Tip
- Diretto da: Silver Tree
- Scritto da: Michael Foley

### Trama
Joe ricorda il suo arrivo a Los Angeles e l'incontro con Will, un hacker e venditore di identità pulite; lo mise fuori combattimento, bloccò nel caveau e assunse la sua identità. Nel presente, Love bacia Joe e lui inizia a immaginarsi Beck ogni volta che la donna è nelle vicinanze. Jasper, uno dei clienti di Will, visita Joe e gli amputa una falange del mignolo poiché non ha i 50.000$ che gli deve il vero Will. Joe spia un pranzo tra Love  e i suoi amici: Lucy, un'agente di Hollywood, Sunshine, la partner di Lucy, e Gabe, miglior amico gay di Love. La donna si arrabbia con Joe dopo aver scoperto che le ha mentito, ma poi si riappacificano e decidono di restare solo amici poiché Joe ha paura di farle del male. Joe attira Jasper nel magazzino e lo uccide quando cerca di aggredirlo nuovamente, scusandosi con la visione di Beck. Dopo essersi riattaccato la falange, Joe smembra Jasper e ne tritura il corpo. La sorella maggiore di Ellie, Delilah, racconta a Joe di essere stata drogata e violentata a diciassette anni dal noto comico Henderson.
- Special guest star: Elizabeth Lail (Guinevere Beck).
- Guest star: Robin Lord Taylor (Will Bettelheim), Chris D'Elia (Joshua "Henderson" Bunter), Charlie Barnett (Gabe Miranda), Marielle Scott (Lucy Sprecher), Melanie Field (Sunrise Darshan Cummings), Adwin Brown (Calvin), Steven W. Bailey (Jasper Krenn), Ira Madison III (hipster) e Jeremy Kent Jackson (Rufus).

## A cosa servono gli amici?
- Titolo originale: What Are Friends For?
- Diretto da: John Scott
- Scritto da: Neil Reynolds

### Trama
Mentre Joe cerca di resistere all'attrazione per Love, fa amicizia con il suo gemello Forty, un aspirante sceneggiatore, regista e produttore che gestisce l'Anavrin. Love discute con Forty delle sue aspirazioni fallimentari, mentre Joe sorprende Ellie in giro con Henderson e promette di proteggerla dal predatore, avendo già installato di nascosto nel suo cellulare un software di controllo genitoriale (parental control). Cercando di incastrare Henderson, Joe si infiltra in una festa a casa del comico, dove Forty cerca di presentare un suo progetto ma ha un tracollo alimentare a causa di droga. Joe assiste Forty e successivamente chiama Love per occuparsi del fratello, i due poi condividono un rapporto sessuale. Dopo aver aiutato Will dandogli le sue medicine, Joe gli fa setacciare il laptop rubato di Henderson, ma non trova nulla; in seguito, viene a sapere da Forty della presenza di una stanza segreta a casa del comico.
- Guest star: Robin Lord Taylor (Will Bettelheim), Chris D'Elia (Joshua "Henderson" Bunter), Marielle Scott (Lucy Sprecher), Melanie Field (Sunrise Darshan Cummings), Adwin Brown (Calvin) e Kether Donohue (Tina).

## Il buono, il brutto, Hendy
- Titolo originale: The Good, the Bad, & the Hendy
- Diretto da: DeMane Davis
- Scritto da: Justin W. Lo

### Trama
La relazione fiorente di Joe con Love è messa in discussione dai costanti bisogni di Forty, ma intanto l'uomo riesce a legare con gli amici di Love. Dal caveau, Will aiuta Joe a entrare nella casa di Henderson e nella stanza segreta trova delle foto polaroid di donne incoscienti, tra cui Delilah. Joe scopre che Ellie ha disabilitato il suo chip e sta andando proprio a casa di Henderson, dove il comico droga la sua bevanda. Joe riesce a drogare anche Henderson e cerca di ottenere una sua confessione, ma lo fa accidentalmente cadere dalle scale, uccidendolo. Come promesso, Joe libera Will dopo che questo gli ha promesso di sparire e non denunciarlo. Mentre Love e Forty vanno fuori città a un festival cinematografico, Forty incontra una donna attraente di nome Amy, in realtà Candace.
- Guest star: Robin Lord Taylor (Will Bettelheim), Chris D'Elia (Joshua "Henderson" Bunter), Charlie Barnett (Gabe Miranda), Marielle Scott (Lucy Sprecher), Melanie Field (Sunrise Darshan Cummings), Danny Vasquez (David Fincher), Magda Apanowicz (Sandy Goldberg), Reid Miller (Goetz) e Billy Lush (Phil).

## Buon wellness weekend, Joe!
- Titolo originale: Have a Good Wellkend, Joe!
- Diretto da: Cherie Nowlan
- Scritto da: Amanda Johnson-Zetterström

### Trama
Ormai invaghito di Love, Joe la accompagna ad un ritiro di benessere organizzato dai genitori di lei per il loro anniversario. Forty si fa accompagnare da Candace, che ha rintracciato casualmente Joe dopo averlo visto in un video online del crollo di Forty a casa di Henderson. Candace ricorda la sua storia passata con Joe: aveva tentato di lasciarlo e lui l'aveva tenuta prigioniera. Durante un tentativo di fuga della donna, Joe l'aveva ferita per errore e, credendo di averla uccisa, l'aveva seppellita viva in una fossa poco profonda, ma lei si era svegliata poco dopo ed era scappata, non riuscendo però a farlo arrestare per mancanza di prove e venendo costretta a rifarsi una vita per non far sapere all'ex di essere ancora viva. Joe viene portato al limite per la presenza di Candace e anche per la disfunzionale dinamica familiare di Love. Dopo che Forty ha un altro crollo e Love si confronta con sua madre, la donna racconta a Joe dell'abusata infanzia di Forty e, subito dopo, Joe dice a Love che la ama. Candace mette in guardia Joe e si scopre che ha convinto Forty a scrivere una sceneggiatura basata sul libro di Beck. Sebbene inizialmente sia archiviato come suicidio, la polizia ritiene ora che la morte di Henderson sia stata un omicidio.
- Guest star: Charlie Barnett (Gabe Miranda), Marielle Scott (Lucy Sprecher), Melanie Field (Sunrise Darshan Cummings), Danny Vasquez (David Fincher), Saffron Burrows (Dottie Quinn), Michael Reilly Burke (Ray Quinn) e Cara Mitsuko (Alaina).

## Addio, mia micia
- Titolo originale: Farewell, My Bunny
- Diretto da: Meera Menon
- Scritto da: Adria Lang

### Trama
Il gruppo partecipa al funerale di Henderson e Love ricorda i suoi ultimi giorni con il marito defunto. Dopo aver sorpreso Candace a mentire, Love assume un investigatore privato per seguirla. Candace si introduce nell'appartamento di Joe mentre lui è fuori, portando Joe a entrare in casa di lei per eliminarla. Intanto, Candace entra nuovamente nell'appartamento di Joe ma si incontra con Love, che ha scoperto la sua storia travagliata grazie all'investigatore; Candace/Amy espone tutta la verità sul passato di Joe/Will, compreso il suo tentativo di ucciderla. Quest'ultimo viene affrontato da Love e la convince di essere fuggito da New York per scappare dall'ossessività di Candace, la quale è malata di mente, e che le accuse più oscure nei suoi confronti sono bugie. Love (che intanto rivive gli ultimi giorni di vita del suo defunto marito, che era peraltro sordo) lo lascia comunque, ma Forty insiste affinché Joe mantenga il suo lavoro. Joe conforta Delilah, sconvolta per il fatto che le trasgressioni di Henderson non saranno mai rese pubbliche, e hanno un rapporto.
- Guest star: Kathy Griffin (Mary), Daniel Durant (James Kennedy), Charlie Barnett (Gabe Miranda), Marielle Scott (Lucy Sprecher), Melanie Field (Sunrise Darshan Cummings), Danny Vasquez (David Fincher) e Madeline Zima (Rachel).

## Crisi da ex
- Titolo originale: Ex-istential Crisis
- Diretto da: Shannon Kohli
- Scritto da: Kelli Breslin

### Trama
Dopo aver rotto con Joe, Love inizia una relazione con Milo, migliore amico del suo defunto marito. Joe cerca di ottenere degli appuntamenti online tramite un'app per amanti dei libri ma resta deluso dagli incontri. Joe pedina Milo mentre fa jogging ma si incontra con Gabe, che lo porta a un trattamento spirituale molto emotivo. Delilah ringrazia Joe per averle suggerito di scrivere un articolo sulla sua esperienza con Henderson e finiscono per bere ed essere arrestati dopo aver fatto sesso in un luogo pubblico. Finch si rifiuta di aiutarli, quindi è Forty a usare le sue connessioni per tirarli fuori di prigione. Milo cerca di portare la sua relazione con Love al livello successivo ma lei non è pronta. Forty scatena quindi una rissa con Milo coinvolgendo Joe e facendo arrabbiare Love. I sospetti di Finch sul coinvolgimento di Joe nella morte di Henderson portano Delilah a indagare nel suo appartamento, trovando le chiavi del garage. Andando sul posto comincia a scattare delle foto, ma viene sorpresa da Joe che l'ha vista tramite delle telecamere: la chiude e ammanetta nella cella, ma promette di lasciarla andare il giorno dopo, quando lascerà in sicurezza la città.
- Guest star: Charlie Barnett (Gabe Miranda), Andrew Creer (Milo Warrington), Adwin Brown (Calvin), Danny Vasquez (David Fincher) e Magda Apanowicz (Sandy Goldberg).

## Paura e delirio a Beverly Hills
- Titolo originale: Fear and Loathing in Beverly Hills
- Diretto da: Harry Jierjian

Scritto da:	Kara Lee Corthron e Justin W. Lo

### Trama
Forty organizza un auto-rapimento rinchiudendo se stesso, Joe e Ellie in una stanza d'albergo per sistemare la sua sceneggiatura. Joe è a disagio, ma si dà da fare per poter andarsene prima che le manette automatiche di Delilah la liberino. Dopo che Ellie suggerisce di riscrivere da capo la sceneggiatura, Forty si sente frustrato e fugge in un bar seguito da Joe, drogandoli entrambi con l'LSD per stimolare il processo creativo; nel frattempo, Love trova la lettera d'addio di Joe. Quest'ultimo cerca di non cedere agli effetti della droga, mentre Forty perde tempo dietro alle allucinazioni. Joe e Love si riconciliano e lei lo convince a rimanere a Los Angeles; Forty, intanto, finisce finalmente la sceneggiatura deducendo correttamente che l'ex di Beck l'ha uccisa in un crimine passionale. Forty confessa a Joe che da giovane ha ucciso anche lui la sua ex in un impeto di gelosia mentre era sotto l'effetto di droga. Joe, tornato lucido, corre da Delilah ma la trova morta nel garage.
- Guest star: Saffron Burrows (Dottie Quinn), Marielle Scott (Lucy Sprecher), Melanie Field (Sunrise Darshan Cummings), Danny Vasquez (David Fincher) e Magda Apanowicz (Sandy Goldberg).

## Joe l'investigatore
- Titolo originale: P.I. Joe
- Diretto da: Silver Tree
- Scritto da: Michael Foley e Mairin Reed

### Trama
Joe crede di non avere ucciso Delilah visto che le aveva promesso di lasciarla libera come aveva fatto con Will, e cerca di ripercorrere i suoi passi mentre era sotto l'effetto degli allucinogeni. Scopre che Will ha davvero tenuto parte all'accordo, andandosene a Manila dalla fidanzata. Ad Anavrin, scopre da Calvin che lui e Forty erano andati a fare la spesa e, tornato a casa, realizza che Forty aveva chiamato Candace per chiederle di avere un rapporto mentre Joe sarebbe andato da Delilah. Candace va da Forty e litigano poiché l'uomo si ostina a non credere alla storia di lei riguardo ai crimini di Joe. Mentre va ad un negozio di liquori a bere, Candace scopre da un video inviatole da Forty la posizione del caveau e giunge sul posto trovandoci Joe assieme al cadavere di Delilah. Lo rinchiude nella cella e chiama Love per provarle la pericolosità di Joe; intanto quest'ultimo, facendo un resoconto dei propri crimini e dei traumi subiti nell'infanzia, capisce di essere veramente un individuo malato e decide di confessare a Love tutta la verità: la donna reagisce in maniera inaspettata, uccidendo Candace per impedirle di chiamare la polizia.
- Guest star: Robin Lord Taylor (Will Bettelheim), Saffron Burrows (Dottie Quinn), Adwin Brown (Calvin), Danny Vasquez (David Fincher), Magda Apanowicz (Sandy Goldberg), Aidan Wallace (Joe bambino) e Billy Lush (Phil).

## La vera Love
- Titolo originale: Love, Actually
- Diretto da: Silver Tree
- Scritto da: Sera Gamble e Neil Reynolds

### Trama
Love rivela che è stata lei a far innamorare Joe, studiando meticolosamente il suo passato; inoltre, quando era giovane, è stata lei a uccidere l'amante di Forty. Rivela inoltre di essere stata lei ad uccidere Delilah per evitare che, per causa sua, Joe fosse costretto a fuggire o a venir arrestato. La perfetta immagine che Joe aveva di Love si frantuma, ritrovandosi prigioniero nelle stesse condizioni in cui Beck si era trovata con lui. Love spiega poi che intende far incastrare Ellie per l'omicidio di Henderson, per poi chiudere il caso a suo favore grazie alla ricchezza della sua famiglia, inscenando la morte di Delilah come un suicidio per il contraccolpo subito con la cancellazione del suo articolo, e dando a lei, Joe e Forty l'opportunità di costruire una nuova famiglia. Joe cerca di uccidere Love, ma si ferma quando la donna gli rivela di essere incinta. Forty segue le orme dell'omicidio di Beck e scopre che Joe era realmente il suo vero assassino, pertanto tenta di allontanare Love da lui. Joe trova Ellie, le rivela cos'è successo a Delilah e la manda via prima che la polizia la raggiunga. Forty affronta Joe e Love nell'Anavrin, dove afferma che la sorella è sempre stata pazza, e viene ucciso da Fincher poco prima che riesca a uccidere Joe. Love usa la potenza della sua famiglia per ripulire la fedina penale di Joe e incastra Forty per gli omicidi di Henderson e Candace. Joe e Love si trasferiscono in una nuova casa per iniziare una nuova vita, finché lui non fa intendere l'inizio di una nuova e morbosa attrazione per la sconosciuta vicina di casa.
- Special guest star: John Stamos (Dr. Nicky).
- Guest star: Charlie Barnett (Gabe Miranda), Marielle Scott (Lucy Sprecher), Melanie Field (Sunrise Darshan Cummings), Saffron Burrows (Dottie Quinn), Adwin Brown (Calvin), Danny Vasquez (David Fincher), Magda Apanowicz (Sandy Goldberg) e Aidan Wallace (Joe bambino).